# Smile Again (9nineの曲)
「Smile Again」（スマイルアゲイン）は、9nineのシングル。2009年10月21日にビクターエンタテインメントから発売された。

## 概要
5人になってからの初CD化作品。
初回限定盤Aと初回限定盤Bの2形態で発売。それぞれジャケット、収録曲が異なる。

## 収録曲

### 初回限定盤A
1. Smile Again [4:21]
  - 作詞：COZ、作曲・編曲：Gravity Session
2. 突然のラブコール [4:38]
  - 作詞：COZ、作曲・編曲：Gravity Session
3. アンバランス [4:10]
  - 作詞：As、作曲：KOUYA、編曲：山田章典
4. Smile Again (Instrumental)

### 初回限定盤B
1. Smile Again [4:21]
2. 突然のラブコール [4:38]
3. サクラプレリュード [3:36]
  - 作詞：As、作曲：安井宏之、編曲：山田章典
4. 突然のラブコール (Instrumental)

## タイアップ
| 曲名             | タイアップ                            |
| ---------------- | ------------------------------------- |
| 突然のラブコール | メ〜テレドラマ『僕の秘密★兵器』主題歌 |